# バラード
バラード（仏語：ballade、英語:ballade、ballad，sentimental ballad）は、
1. 古いヨーロッパの詩の様式
2. バラッド（英：ballad）に音楽が付けられたものが定着した歌曲の様式
3. 1.2.から派生して器楽曲へ昇華された様式
4. ポピュラー音楽における3.から派生した歌唱曲の様式（en:Sentimental ballad）

## 概要

### 詩としてのバラード
とりわけ中世（14-15世紀）フランスにゆかりのある詩形の一つである。多くの場合、3連ないしは5連からなり、各連最終行には脚韻が、また短めの最終連（アンヴォワ）においては貴公子への呼びかけが含まれている。フランスでバラードとして生まれた音楽は、ブリテン諸島や北アメリカ、オーストラリア、北アフリカなどへ広がっていった

。バラードの最も著名な詩人は、ジョフリー・チョーサーとフランソワ・ヴィヨンである。19世紀にダンテ・ゲイブリエル・ロセッティやアルジャーノン・チャールズ・スウィンバーンらによって復活した。

### 声楽曲としてのバラード/バラッド
古くは12世紀北フランスのトルヴェールの歌う世俗抒情歌の形式の1つとして現れた。その後14世紀、アルス・ノーヴァの時代になるとギヨーム・ド・マショーらが、その形式を受け継いだ多声歌曲を書いている。一般にA-a-Bの形式を取る（Aとaは同じ旋律で歌詞が異なる）。多声バラードは一般に3声で、最高声部の歌唱をそれより低い2声部が器楽伴奏で支える。
18世紀後半になると、ゲーテらの詩人が、フォーク・バラッドを模して創り出した文学的バラッドに曲づけされた、物語性を持ったドイツ・リートがカール・ツェルターやヨハン・ツムシュテークによって書かれた。ドイツ語ではバラードもバラッドも同じく"Ballade"（バラーデ）であるため、日本ではこのような歌曲も「バラード」と呼ばれる。これらは19世紀、ロマン派音楽の時代に入って発展し、フランツ・シューベルトやカール・レーヴェによる《魔王》、ロベルト・シューマンによるローレライ伝説に基づいた《森の語らい》（リーダークライスop.39の第3曲）などの名作を生んだ。19世紀ドイツのロマンティック・オペラにおいては、アリアに相当する部分にこのバラードが用いられることもある。

### 器楽曲としてのバラード
日本では、かつて譚詩曲や譚歌という訳語が充てられたが、現在はあまり一般的ではない。

#### ショパンのバラード
19世紀には、フレデリック・ショパンによって、器楽曲の一種の作品名に転用された。ショパンのバラードは、古い歴史物語を詠んだ詩に基づいていることを暗示しており、この意味において、本来のバラードよりバラッドとの結びつきが強い。また、音楽史的には、幻想曲、即興曲の延長線上にある様式の曲と言うことができ、概して音楽的に多種多様な楽想が物語風に展開され、それ故に形式は型がなく作曲者の自由な楽想が活かされており、長大で複雑な構成を呈し、夢のような美しい楽想から激情的な終焉へと向かう劇的な特徴を挙げることができる。その劇的な展開には、転調の妙技が最大限に活かされているのも大きな特徴である。また、悲劇的・破滅的に終わる傾向が強く、ハッピーエンドで終わるバラードは珍しい部類とも言える。ショパンによる全4曲の壮大なバラードでも、第3番のみハッピーエンドで、それ以外は悲劇的に終結している。

#### その他の作曲家のバラード
ショパン以外に知られるバラードの例として、フランツ・リストによるピアノ独奏のための2作品、ヨハネス・ブラームスによるピアノ独奏のためのいくつかの作品（作品10、作品118－3）、エドヴァルド・グリーグによるピアノ独奏のための《ノルウェー民謡による変奏曲形式のバラード》作品24、《バラード風に》作品65-3が挙げられる。ピョートル・チャイコフスキーの遺作の一つである交響的バラード《地方長官》作品78は、近年になって充実した筆致や創意の豊かさが見直されつつある。ガブリエル・フォーレは、特定の文学作品を念頭におかずに《バラード 嬰ヘ長調》作品19をピアノ独奏用に作曲したが、あまりに難しすぎると言われたために、ピアノと管弦楽のための協奏的作品としての版も作った。後者はシャルル・ケクランやジェルメーヌ・タイユフェールの同名・同種の作品の手本となっている。ピアノの初心者の間でヨハン・ブルグミュラーによる《バラード ハ短調》が親しまれているが、バラードの特色を明確に持ち合わせてはいない。

### 作品例

#### ピアノ曲
- ショパン - バラード第1番ト短調op.23、第2番ヘ長調op.38、第3番変イ長調op.47、第4番ヘ短調op.52
- リスト - バラード1番、バラード2番
- ブラームス - 4つのバラードop.10
- グリーグ - ノルウェー民謡による変奏曲形式のバラード
- フォーレ - バラードop.19

#### 管弦楽曲
- チャイコフスキー - 交響的バラード『地方長官』
- 伊福部昭 - 交響譚詩

#### 協奏的作品
- フォーレ - バラードop.19（ピアノと管弦楽のための）
- マルタン - 全6曲
  - アルト・サクソフォーン、弦楽合奏、打楽器とピアノのためのバラード
  - ピアノと管弦楽のためのバラード
  - フルート、弦楽合奏とピアノのためのバラード
  - トロンボーンと小管弦楽のためのバラード
  - チェロと小管弦楽のためのバラード
  - ヴィオラと管楽合奏のためのバラード

## ポピュラー音楽におけるバラード
ゆったりしたテンポ、静かな楽想、美しいメロディラインやハーモニー、そしてラヴソングを中心とした感傷的な歌詞を音楽的な主軸とし、楽式的には、ピアノなどによる静かなイントロとエンディングに向けての劇的な盛り上がりが特徴とされる。
音楽のジャンル（ロック、ジャズなど）とは異なる概念である。同じアーティストであっても、曲によりバラードの該当、非該当が分かれる曲調による区分である。タイトルがバラードと定義されていない曲がバラードに該当するかどうかについて判定することは困難である。
1980年代後半以降は、ドラムスによるリズムが曲の全編を通して明確に刻まれているようなミディアム・テンポのポップスも、編曲が比較的静かで、美しいメロディラインや感傷的な歌詞を特徴とする場合は、バラード曲と呼ばれる傾向が強まっている。（en:Ballad (music)）

### 作品例

#### 洋楽曲
- エンゲルベルト・フンパーディンク - ラスト・ワルツ
- エンゲルベルト・フンパーディンク - 太陽は燃えている
- マット・モンロー - ロシアより愛をこめて
- マット・モンロー - 野生のエルザ（ボーン・フリー）
- アンディ・ウィリアムズ - ある愛の詩
- アンディ・ウィリアムズ - ゴッドファーザー　愛のテーマ
- テディ・ペンダーグラス - クローズ・ザ・ドア[4]
- アル・グリーン - レッツ・ステイ・トゥゲザー
- フレディ・ジャクソン - ロック・ミー・トゥナイト
- グレン・ジョーンズ - ウィヴ・オンリー・ジャスト・ビガン
- エアロスミス - ミス・ア・シング[5]

#### 邦楽曲
- 鬼束ちひろ - 碧の方舟
- 尾崎紀世彦 - さよならをもう一度
- 尾崎紀世彦 - 五月のバラ
- 布施明 - 愛は不死鳥

※五月のバラは川口真の作曲